# Яжомбковиці (Нижньосілезьке воєводство)
Яжомбковиці (пол. Jarząbkowice, нім. Schriegwitz) — село в Польщі, у гміні Костомлоти Сьредського повіту Нижньосілезького воєводства.
Населення — 151 особа (2011).
У 1975-1998 роках село належало до Вроцлавського воєводства.

## Демографія
Демографічна структура станом на 31 березня 2011 року:
|          | Загалом | Допрацездатний вік | Працездатний вік | Постпрацездатний вік |
| -------- | ------- | ------------------ | ---------------- | -------------------- |
| Чоловіки | 74      | 14                 | 54               | 6                    |
| Жінки    | 77      | 19                 | 41               | 17                   |
| Разом    | 151     | 33                 | 95               | 23                   |